# هازيلهورست (ويسكونسن)
هازيلهورست (بالإنجليزية: Hazelhurst, Wisconsin)‏ هي بلدة تقع بولاية ويسكونسن في الولايات المتحدة. تبلغ مساحتها 90.8 (كم²)، وترتفع عن سطح البحر 487 م، بلغ عدد سكانها 1267 نسمة في عام 2000 حسب إحصاء مكتب تعداد الولايات المتحدة وتصل الكثافة السكانية فيها 15.7 نسمة/كم2.

## وصلات خارجية
- The US50 - Cities and Towns in Wisconsin State
- Wisconsin Cities and Towns, Facts, Map, Flag, Colleges, Government, and More